# اناتولی پرو
آناتولی پرو (روسی: Анатолий Васильевич Перов؛ ۱۲ اوت ۱۹۲۶ – ۲۲ سپتامبر ۲۰۰۱ (aged 75)) ورزشکار بوکس اهل اتحاد جماهیر شوروی سوسیالیستی بود.
وی در مسابقات کشوری و بین‌المللی در مجموع برندهٔ ۱ مدال برنز شده‌است.